# 13 dygn i rymden efter 14 år på jorden
13 dygn i rymden efter 14 år på jorden är en bok skriven av rymdfararen Christer Fuglesang. Boken handlar om Fugelsangs långa förberedelsetid på jorden som slutligen ledde fram till att han blev den första svensken som skickades upp till rymden. Boken utgavs av Albert Bonniers Förlag.